# 磁矢势
磁矢势，又稱磁位、磁勢（Magnetic vector potential），通常標記為 {\displaystyle \mathbf {A} } 。磁向量勢的旋度是磁場，以方程式表示
{\displaystyle \mathbf {B} =\nabla \times \mathbf {A} } ；
其中，{\displaystyle \mathbf {B} } 是磁場。
直觀而言，磁向量勢似乎不及磁場來得「自然」、「基本」，而在一般電磁學教科書亦多以磁場來定義磁向量勢。在電磁學發展初期，很多學者認為磁向量勢對於給定介質狀態並沒有實際物理意義，除了方便計算以外，別無其它用途。但是，詹姆斯·馬克士威頗不以為然，他認為磁向量勢可以詮釋為「每單位電荷儲存的動量」，就好像電勢被詮釋為「每單位電荷儲存的能量」。相關論述，稍後會有更詳盡解釋。
磁向量勢並不是唯一定義的；其數值是相對的，相對於某設定數值。因此，學者會疑問到底儲存了多少動量？不論如何，磁向量勢確實具有實際意義。尤其是在量子力學裏，於1959年，阿哈諾夫－波姆效應闡明，假設一個帶電粒子移動經過某零電場、零磁場、非零磁向量勢場區域，則此帶電粒子的波函數相位會有所改變，因而導致可觀測到的干涉現象
 。現在，越來越多學者認為電勢和磁向量勢比電場和磁場更基本。不單如此，有學者認為，甚至在經典電磁學裏，磁向量勢也具有明確的意義和直接的測量值。
磁向量勢與電勢可以共同用來設定電場與磁場。許多電磁學的方程式可以以電場與磁場寫出，或者以磁向量勢與電勢寫出。較高深的理論，像量子力學理論，偏好使用的是磁向量勢與電勢，而不是電場與磁場。因為，在這些學術領域裏所使用的拉格朗日量或哈密頓量，都是以磁向量勢與電勢表達，而不是以電場與磁場表達。
開爾文男爵最先於1851年引入磁向量勢的概念，並且給定磁向量勢與磁場之間的關係。

## 定義與公式
根據高斯磁定律，磁場是螺線向量場；在空間裏任意位置，磁場的散度等於零：
{\displaystyle \nabla \cdot \mathbf {B} =0} 。
那麼，根據亥姆霍兹定理（Helmholtz theorem） ，必定存在一個極向量場 （poloidal vector field）{\displaystyle \mathbf {A} } ，滿足方程式
{\displaystyle \mathbf {B} =\nabla \times \mathbf {A} } 。(1)
因此，假設 {\displaystyle \mathbf {A} } 在所有位置都是連續性的、良好定義的，則磁單極子絕對不存在。
又根據安培定律，
{\displaystyle \nabla \times \mathbf {B} =\mu _{0}\mathbf {J} } ；
其中，{\displaystyle \mu _{0}} 是磁常數，{\displaystyle \mathbf {J} } 是電流密度。
應用一則向量恆等式，再採用庫侖規範（Coulomb gauge）， {\displaystyle \nabla \cdot \mathbf {A} =0} ，可以得到
{\displaystyle \nabla \times \mathbf {B} =\nabla \times (\nabla \times \mathbf {A} )=\nabla (\nabla \cdot \mathbf {A} )-\nabla ^{2}\mathbf {A} =-\nabla ^{2}\mathbf {A} } 。
所以，從安培定律可以推導出電流的帕松方程式：
{\displaystyle \nabla ^{2}\mathbf {A} =-\mu _{0}\mathbf {J} } 。
這帕松方程式的解為
{\displaystyle \mathbf {A} (\mathbf {r} )=\ {\frac {\mu _{0}}{4\pi }}\iiint _{\mathbb {V} '}{\frac {\mathbf {J} (\mathbf {r} ')}{|\mathbf {r} -\mathbf {r} '|}}\,d^{3}\mathbf {r} '} ；
其中，{\displaystyle \mathbf {r} } 是場位置， {\displaystyle \mathbf {r} '} 是源位置，{\displaystyle \mathbb {V} '} 是體積分的空間，{\displaystyle d^{3}\mathbf {r} '} 是微小體元素。
根據法拉第感應定律，
{\displaystyle \nabla \times \mathbf {E} =-{\frac {\partial \mathbf {B} }{\partial t}}=-{\frac {\partial }{\partial t}}(\nabla \times \mathbf {A} )} ；
其中，{\displaystyle \mathbf {E} } 是電場。
重新編排，
{\displaystyle \nabla \times \left(\mathbf {E} +{\frac {\partial \mathbf {A} }{\partial t}}\right)=0} 。
所以，在圓括弧內的表達式具有保守性，是某函數 {\displaystyle \phi } 的梯度：
{\displaystyle \mathbf {E} +{\frac {\partial \mathbf {A} }{\partial t}}=-\nabla \phi } 。
設定 {\displaystyle \phi } 為電勢，重新編排，可以得到電場、電勢、磁向量勢這三者之間的關係式：
{\displaystyle \mathbf {E} =-\nabla \phi -{\frac {\partial \mathbf {A} }{\partial t}}} 。(2)
在電動力學和量子力學裏，採用拉格朗日表述，拉格朗日量會用到磁向量勢 {\displaystyle \mathbf {A} } 。更詳盡細節，請參閱包立方程式、拉格朗日量。
採用國際標準制，磁向量勢的單位為伏特·秒／公尺（volt·second·meter−1）。
在電動力學的上下文裏，術語向量勢和純量勢分別指的是磁向量勢與電勢。在數學裏，這兩個術語有更廣義的意義。

## 規範設定
上述定義並不能唯一地設定磁向量勢，因為，添加任意無旋矢量 {\displaystyle \nabla \lambda } 於磁矢量，不會改變磁場：
{\displaystyle \mathbf {B} =\nabla \times \mathbf {A} =\nabla \times (\mathbf {A} +\nabla \lambda )} 。
因此，磁向量勢有一個選擇的自由度。這狀況稱為規範不變性。

### 採用庫侖規範的馬克士威方程組
根據高斯定律，
{\displaystyle \nabla \cdot {\textbf {E}}=\rho /\epsilon _{0}} ；
其中，{\displaystyle \epsilon _{0}} 是電常數。
將方程式(2)代入，採用庫侖規範，{\displaystyle \nabla \cdot {\textbf {A}}=0} ，可以得到
{\displaystyle \nabla \cdot {\textbf {E}}=-\nabla ^{2}\phi -{\frac {\partial (\nabla \cdot \mathbf {A} )}{\partial t}}=-\nabla ^{2}\phi } 。
根據馬克士威-安培定律，
{\displaystyle \nabla \times \mathbf {B} =\mu _{0}\mathbf {J} +\mu _{0}\epsilon _{0}{\frac {\partial \mathbf {E} }{\partial t}}} 。
將方程式(1)、(2)代入，可以得到
{\displaystyle \nabla \times (\nabla \times \mathbf {A} )=\mu _{0}\mathbf {J} -\mu _{0}\epsilon _{0}\left[\nabla \left({\frac {\partial \phi }{\partial t}}\right)+{\frac {\partial ^{2}\mathbf {A} }{\partial t^{2}}}\right]} 。
所以，馬克士威方程組可以寫為
{\displaystyle \nabla ^{2}\phi =-\rho /\epsilon _{0}} 、
{\displaystyle \nabla ^{2}{\textbf {A}}-\mu _{0}\epsilon _{0}{\frac {\partial ^{2}{\textbf {A}}}{\partial t^{2}}}=-\mu _{0}{\textbf {J}}+\mu _{0}\epsilon _{0}\nabla \left({\frac {\partial \phi }{\partial t}}\right)} 。
庫侖規範的優點是，很容易就可以計算出電勢，但計算磁向量勢比較困難。

### 採用勞侖次規範的馬克士威方程組
採用勞侖次規範，{\displaystyle \mathbf {A} } 必須滿足條件
{\displaystyle \nabla \cdot {\textbf {A}}+\mu _{0}\epsilon _{0}{\frac {\partial \phi }{\partial t}}=0} 。
這規範的優點是馬克士威方程組可以更簡易對稱地寫為
{\displaystyle \nabla ^{2}\phi -\mu _{0}\epsilon _{0}{\frac {\partial ^{2}\phi }{\partial t^{2}}}=-\rho /\epsilon _{0}} 、
{\displaystyle \nabla ^{2}{\textbf {A}}-\mu _{0}\epsilon _{0}{\frac {\partial ^{2}{\textbf {A}}}{\partial t^{2}}}=-\mu _{0}{\textbf {J}}} 。
以達朗貝爾算符 {\displaystyle \Box \ {\stackrel {def}{=}}\ \nabla ^{2}-\mu _{0}\epsilon _{0}{\frac {\partial ^{2}}{\partial t^{2}}}} 來表示，
{\displaystyle \Box \phi =-\rho /\epsilon _{0}} 、
{\displaystyle \Box {\textbf {A}}=-\mu _{0}{\textbf {J}}} 。
注意到這兩個方程式的形式為非齊次波動方程式，源項目{\displaystyle -\rho /\epsilon _{0}} 、{\displaystyle -\mu _{0}{\textbf {J}}} 在方程式右手邊。這方程組特別適用於描述電磁波的物理行為。

## 電磁四維勢
在解析狹義相對論問題時，很自然而然地會將磁向量勢與電勢連結在一起，成為電磁四維勢。這樣做法主要基於三個動機：
- 第一、電磁四維勢乃是一個四維向量。使用標準四維向量變換規則，假若知道在某慣性參考系的電磁四維勢，很容易就可以計算出在其它慣性參考系的數值。
- 第二、经典电磁学的內容可以更簡要、更便利地以電磁四維勢表達，特別是當採用勞侖次規範時。
- 第三、電磁四維勢在量子電動力學裏佔有重要的角色。

電磁四維勢定義為
{\displaystyle A^{\alpha }\ {\stackrel {def}{=}}\ (\phi /c,\,\mathbf {A} )} 。
勞侖次規範以抽象指标记号表示為
{\displaystyle \partial _{\alpha }A^{\alpha }=0} ；
其中，{\displaystyle \partial _{\alpha }\ {\stackrel {def}{=}}\ {\frac {\partial }{\partial x^{\alpha }}}\ {\stackrel {def}{=}}\ \left({\frac {\partial }{c\partial t}},{\frac {\partial }{\partial x^{1}}},{\frac {\partial }{\partial x^{2}}},{\frac {\partial }{\partial x^{3}}}\right)} 是對於反變矢量的偏微分。
馬克士威方程組寫為
{\displaystyle \Box A^{\alpha }=-\mu _{0}J^{\alpha }}；
其中，{\displaystyle J^{\alpha }\ {\stackrel {def}{=}}\ (\rho c,\,\mathbf {j} )} 是四維電流密度。
前面談到電勢和磁向量勢分別詮釋為每單位電荷儲存能量和每單位電荷儲存動量。這可以從它們的四維矢量觀察出來。思考四維動量，它是由能量 {\displaystyle E} 與動量 {\displaystyle \mathbf {p} } 共同組成的四維矢量：
{\displaystyle P^{\alpha }=\left({\frac {E}{c}},\,\mathbf {p} \right)} 。
改變觀測的參考系，四維動量的四個分量會有對應的改變，電磁四維勢也會有類似的改變。假若，電磁四維勢的電勢可以詮釋為每單位電荷儲存能量，那麼，電磁四維勢的磁向量勢應該也有足夠的理由詮釋為每單位電荷儲存動量。

## 從源分佈計算位勢

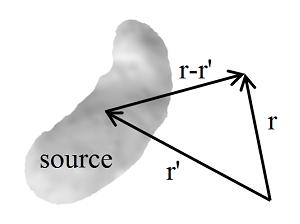
給予在源位置 的含時電荷分佈或含時電流分佈，計算在場位置 產生的推遲勢。

對於靜態的電荷分佈和電流分佈，電勢 {\displaystyle \phi (\mathbf {r} )} 和磁向量勢 {\displaystyle \mathbf {A} (\mathbf {r} )} 分別定義為
{\displaystyle \phi (\mathbf {r} )\ {\stackrel {def}{=}}\ {\frac {1}{4\pi \epsilon _{0}}}\int _{\mathbb {V} '}{\frac {\rho (\mathbf {r} ')}{|\mathbf {r} -\mathbf {r} '|}}\,d^{3}\mathbf {r} '} 、
{\displaystyle \mathbf {A} (\mathbf {r} )\ {\stackrel {def}{=}}\ {\frac {\mu _{0}}{4\pi }}\int _{\mathbb {V} '}{\frac {\mathbf {J} (\mathbf {r} ')}{|\mathbf {r} -\mathbf {r} '|}}\,d^{3}\mathbf {r} '} ；
其中，{\displaystyle \mathbf {r} } 是場位置，{\displaystyle \mathbf {r} '} 是源位置。
在電動力學裏，這兩個方程式必須加以延伸，才能正確地響應含時電流分佈或含時電荷分佈。定義推遲時間 {\displaystyle t_{r}} 為檢驗時間 {\displaystyle t} 減去電磁波傳播的時間：
{\displaystyle t_{r}\ {\stackrel {def}{=}}\ t-{\frac {|\mathbf {r} -\mathbf {r} '|}{c}}} ；
其中，{\displaystyle c} 是光速。
假設，從源位置 {\displaystyle \mathbf {r} '} 往場位置 {\displaystyle \mathbf {r} } 發射出一束電磁波，而這束電磁波在檢驗時間 {\displaystyle t} 抵達觀測者的場位置 {\displaystyle \mathbf {r} } ，則這束電磁波發射的時間是推遲時間 {\displaystyle t_{r}} 。由於電磁波傳播於真空的速度是有限的，觀測者檢驗到電磁波的檢驗時間 {\displaystyle t} ，會不同於這電磁波發射的推遲時間 {\displaystyle t_{r}} 。
推遲純量勢 {\displaystyle \phi (\mathbf {r} ,\,t)} 與推遲向量勢 {\displaystyle \mathbf {A} (\mathbf {r} ,\,t)} 分別用方程式定義為
{\displaystyle \phi (\mathbf {r} ,\,t)\ {\stackrel {def}{=}}\ {\frac {1}{4\pi \epsilon _{0}}}\int _{\mathbb {V} '}{\frac {\rho (\mathbf {r} ',\,t_{r})}{|\mathbf {r} -\mathbf {r} '|}}\,d^{3}\mathbf {r} '} 、
{\displaystyle \mathbf {A} (\mathbf {r} ,\,t)\ {\stackrel {def}{=}}\ {\frac {\mu _{0}}{4\pi }}\int _{\mathbb {V} '}{\frac {\mathbf {J} (\mathbf {r} ',\,t_{r})}{|\mathbf {r} -\mathbf {r} '|}}\,d^{3}\mathbf {r} '} 。
請注意，在這兩個含時方程式內，源電荷密度和源電流密度都跟推遲時間 {\displaystyle t_{r}} 有關，而不是與時間無關。
這兩個含時方程式，是用推理得到的啟發式，而不是用任何定律或公理推導出來的。由於訊號以光速傳播，從源位置到場位置，需要有限時間，所以在時間 {\displaystyle t} 的推遲勢必定是由在推遲時間 {\displaystyle t_{r}} 的源電荷密度或源電流密度產生的。為了要肯定這兩個方程式的正確性與合理性，這兩個方程式必須滿足非齊次的電磁波方程式。

## 磁向量勢場線圖

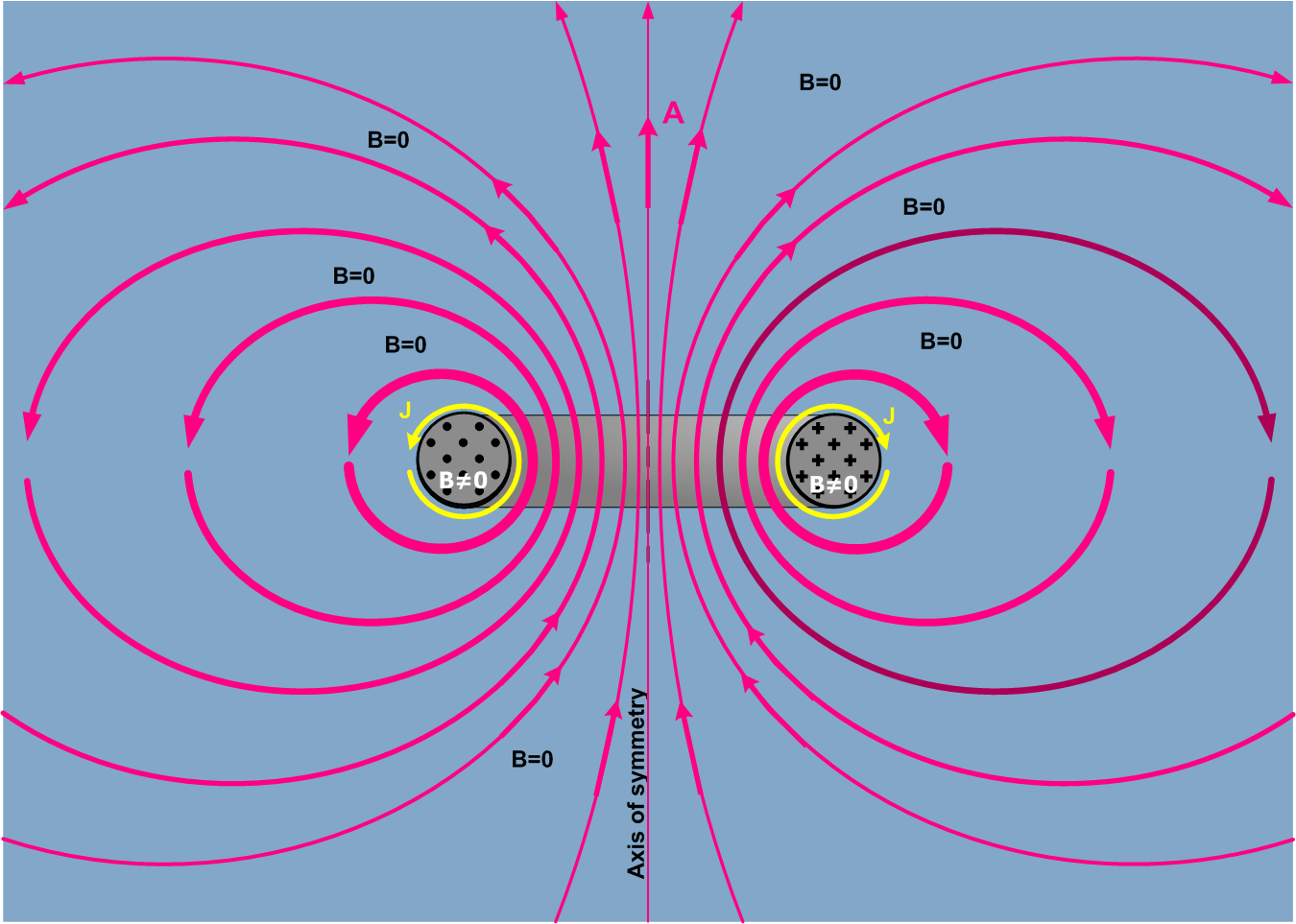
採用庫侖規範，一個載有電流密度 （黃色）的環形電感器（繪圖顯示出其截面），其內部（灰色）的磁場 （深藍色）不等與零，其外部（淺藍色）的磁場等與零。這環形電感器在外部所生成的磁向量勢 （紅色）不等於零，紅線越粗代表磁向量勢的大小越強。深藍色圓點表示磁場朝外指出（從顯示屛幕指向眼睛）；深藍色加號表示磁場朝內指入（從眼睛指向顯示屛幕）。

關於載流螺線管周圍的磁向量勢繪圖，請參閱理查·費曼的著作。
在靜磁學裏，安培方程式為 {\displaystyle \nabla \times \mathbf {B} =\mu _{0}\mathbf {J} } 。這與方程式 {\displaystyle \nabla \times \mathbf {A} =\mathbf {B} \ } 很相像。因此，磁場 {\displaystyle \mathbf {B} } 所生成的磁向量勢 {\displaystyle \mathbf {A} } 的場線，就好似電流密度 {\displaystyle \mu _{0}\mathbf {J} } 所生成的磁場 {\displaystyle \mathbf {B} } 場線，所以，在一圈磁通量周圍的磁向量勢的場線，看起來就好似在一圈電流周圍的磁場線。
右圖顯示出磁向量勢的場線。紅線越粗代表磁向量勢越強（路徑越短，磁向量勢越強，但是磁向量勢的閉合路徑積分相同）。
採用庫侖規範，磁場的散度和旋度分別為
{\displaystyle \nabla \cdot \mathbf {B} =0} 、
{\displaystyle \nabla \times \mathbf {B} =\mu _{0}\mathbf {J} } ；
而磁向量勢的散度和旋度分別為
{\displaystyle \nabla \cdot \mathbf {A} =0} 、
{\displaystyle \nabla \times \mathbf {A} =\mathbf {B} } 。
所以，可以將 {\displaystyle \mathbf {A} } 類比於 {\displaystyle \mathbf {B} } 。磁向量勢的源頭是磁場，就如同磁場的源頭是電流。

## 歷史
麥可·法拉第最先提出電緊張態的概念。在研究電磁感應理論時，他發現當將物體放在磁鐵或電流的附近時，物體會進入一種狀態。假若不打擾這系統，則處於此狀態的物體不會自發地顯示出任何現象。但是，一當系統有所變化，像磁鐵被移動了，或電流被增大了，則這狀態也會改變，因而產生電流或趨向產生電流。法拉第稱此狀態為「電緊張態」（electrontonic state）。但是，這概念並沒有被很明確地說明。
後來，開爾文男爵於1851年引入磁向量勢的概念，並且給定磁向量勢與磁場之間的關係：
{\displaystyle \mathbf {B} =\nabla \times \mathbf {A} }。
在論文《論法拉第力線》的後半部分，馬克士威開始仔細分析電緊張態的物理性質。他給出一條重要定律：作用於一個導體的微小元素的電場，可以由該微小元素的電緊張態對於時間的導數來量度。以現代標記表示，這方程式為
{\displaystyle \mathbf {E} =-{\dot {\mathbf {A} }}}。
這是馬克士威學術生涯中的第一個重要突破，他將法拉第的電緊張態辨識為開爾文男爵的磁向量勢，並且對於電緊張態給出嚴格定義。
對於電緊張態的定義式取旋度，則可得到法拉第感應方程式：
{\displaystyle \nabla \times \mathbf {E} =-{\dot {\mathbf {B} }}}。
馬克士威在他的論文裏特別提出，開爾文男爵於1851年發現的關於磁向量勢的數學性質，:198-199即任意添加一個函數的梯度給磁向量勢，都不會改變磁向量勢與磁場的關係式、法拉第感應方程式，這數學性質後來演化為現今規範自由的概念。

## 外部連結
- 量子力學中的 Vector potentials ，洪在明 （页面存档备份，存于）（《物理雙月刊》 17卷4期（1995年8月））